# 光道隆
光 道隆（ひかり みちたか）は、日本の数学者。慶應義塾大学名誉教授。専門は代数学、群論。
1969年、埼玉大学理工学部数学科卒業。1971年、筑波大学大学院理学研究科修士課程修了。1984年、筑波大学より理学博士の学位を取得。1974年、東海大学理学部専任講師、1977年、慶應義塾大学経済学部助教授を経て、1989年より慶應義塾大学経済学部教授。

## 著書・論文

### 著書

#### 単著
- 『初学者のための線形代数入門』、培風館、1998年
- 『トポロジー』（深見哲造・渡部隆一・共編）、培風館、1987年

#### 共著
- 『線形代数』（「ベクトルと行列」、「連立1次方程式」を担当）、培風館、1991年

### 翻訳
- 『ラックス 線形代数』（ピーター・ラックス著、光道隆・湯浅久利・共訳）、丸善出版、2015年

### 論文
- 光道隆「Skew Linear Groups of Odd Order」『慶應義塾大学日吉紀要. 自然科学』第23号、慶應義塾大学日吉紀要刊行委員会、1998年、1-4頁、CRID 1520853835088697984、ISSN 09117237。
- 光道隆「Simple Skew Linear Groups of Degree 3」『慶應義塾大学日吉紀要. 自然科学』第21号、慶應義塾大学日吉紀要刊行委員会、1997年、23-27頁、CRID 1520290885195585920、ISSN 09117237。
- HIKARI, Michitaka (1985). “Non-solvable Multiplicative Subgroups of Simple Algebras of Degree 2”. Tokyo Journal of Mathematics (Publication Committee for the Tokyo Journal of Mathematics) 8 (1):  151-166. doi:10.3836/tjm/1270151576.
- HIKARI, Michitaka (1983). “On simple groups which are homomorphic images of multiplicative subgroups of simple algebras of degree 2”. Journal of the Mathematical Society of Japan (日本数学会{The Mathematical Society of Japan}) 35 (3):  563-569. CRID 1390001205115751680. doi:10.2969/jmsj/03530563. ISSN 00255645.
- On finite multiplicative subgroups of simple algebras of degree 2 (J. Math. Soc. Japan, 28/, 736-748, 1976) doi:10.2969/jmsj/02840737.
- 光道隆「群の直積とその表現について (有限群の群環と表現論)」『数理解析研究所講究録』第111巻、京都大学数理解析研究所、1971年2月、47-56頁、CRID 1050282677276564864、hdl:2433/106382、ISSN 1880-2818。